# Sumanth
Sumanth (né Sumanth Kumar le 9 février 1975 à Hyderabad, Telangana) est un acteur indien, reconnu pour son travail dans l'industrie cinématographique de Tollywood. Il vient de la célèbre famille Akkineni, qui fait partie des Dynasties de Bollywood.
Il a joué dans les films: Satyam, Gowri, Yuvakudu, Godavari, Madhumasam, Golconda High School et plus récemment Malli Raava, Subramanyapuram, Jalebi et N.T.R: Kathanayakudu.

## Biographie

### Enfance
Sumanth est né à Hyderabad en Inde. Il est le seul fils de Surendra Yarlagadda et le dernier de Satyavathi Akkineni, la fille aînée d'un acteur et producteur indien bien connu Akkineni Nageswara Rao. Quelques mois après sa naissance, les parents de Sumanth sont retournés aux États-Unis où ils résidaient. À la demande de son grand-père maternel, Akkineni Nageswara Rao, Sumant est resté en Inde. Son grand-père a subi une grave opération cardiaque et a pris une pause dans le tournage des films. Ce dernier a souvent dit que sa carrière d'acteur occupée l'empêchait de vivre pleinement la paternité avec ses enfants, alors il voulait élever lui-même son premier petit-fils. En conséquence, Sumanth a été adopté par ses grands-parents maternels.

### Éducation
Sumanth est diplômé de Hyderabad Public School en 1991. Il s'est ensuite inscrit à des cours d'ingénierie dans le Michigan. Après 2 ans d'études, il s'est rendu compte qu'il n'était pas intéressé par cela et est allé étudier au Collège Columbia de Chicago, où en 1998 il a obtenu son baccalauréat en cinématographie. Il a été sélectionné pour la liste du doyen au cours de ses deux derniers semestres en raison de son excellence académique. Il a dit que ce n'était qu'à l'école de cinéma où il a vraiment apprécié et a prospéré dans le domaine académique.

## Carrière
Sumanth a commencé sa carrière d'acteur en jouant Suri dans le film Prema Katha de Ram Gopal Varma, sorti le 15 avril 1999. Malgré un succès commercial modéré, le travail de Sumanth était très apprécié, et le film a également reçu des critiques élogieuses et plusieurs prix Nandi. Il a ensuite fait sa percée à succès en 2003 quand il a joué dans le film Satyam.

## Vie privée
En 2004, Sumanth a épousé l'actrice Keerthi Reddy. Ils ont divorcé deux ans plus tard, en 2006.